# Tennebø
Tennebø – wieś w zachodniej Norwegii, w okręgu Sogn og Fjordane, w gminie Vågsøy. Miejscowość leży pomiędzy zatoką fiordu Nordfjorden - Skavøypollen, a jeziorem  Degnepollvatnet, przy norweskiej drodze krajowej nr 15. Tennebø znajduje się 1 km na wschód od miejscowości Degnepoll oraz około 3 km na wschód od centrum administracyjnym gminy Måløy. 
Miejscowość jest wymieniona w źródłach historycznych pochodzących z XVI wieku.